# Fidel Ortiz
Fidel Ortiz Tovar (10. oktober 1908 – 9. september 1975) var en mexicansk bokser som deltog i de olympiske lege 1928 i Amsterdam og 1936 i Berlin.
Ortiz vandt en bronzemedalje i boksning under OL 1936 i Berlin. Han kom på en tredjeplads i vægtklassen, bantamvægt. Han vandt de tre første kampe men tabte i semifinalen til Jack Wilson fra USA som senere tabte i finalen til italienske Ulderico Sergo. Ortiz besejrede Stig Cederberg fra Sverige i bronzefinalen. Der var 24 boksere fra 24 lande som stillede op i vægtklassen som blev afholdt fra den 10. til 15. august 1936.